# أورتيغويرا
بلدية أرتقيرة أو (نقحرة: أورتيغويرا) (بالإسبانية: Ortigueira)‏، هي إحدى بلديات مقاطعة كرونية إحدى مقاطعات إسبانيا، و التي تقع في منطقة جليقية شمال غرب إسبانيا.
يبلغ عدد سكانها 8.299 نسمة وفقاً لإحصائية سنة (2002).

## توأمة
لأرتقيرة اتفاقيات توأمة مع:
- فيليس-روبايو